# Landgoed Aalbeek

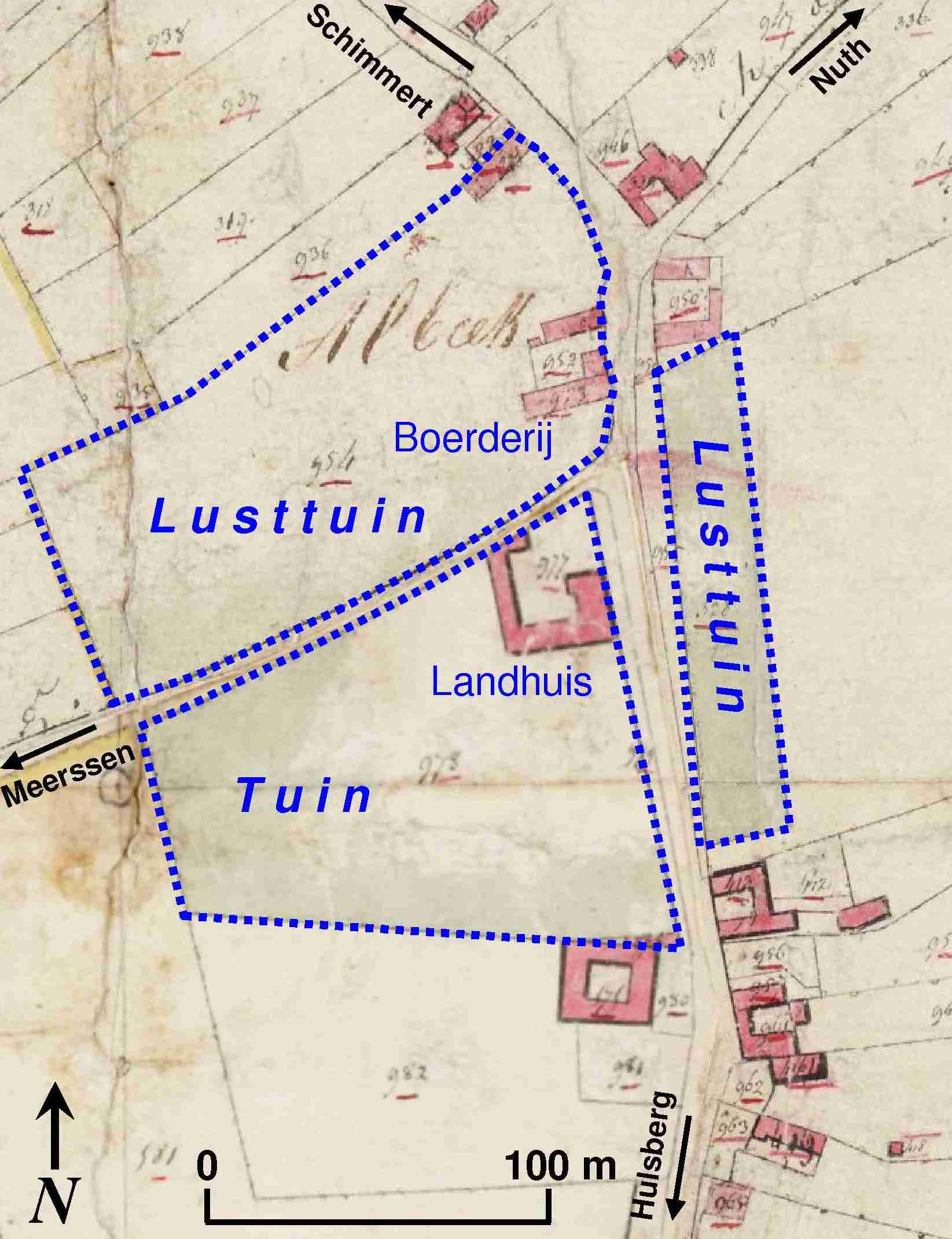
Landgoed Aalbeek begin 19e eeuw

Landgoed Aalbeek was een landgoed centraal in Aalbeek op het kruispunt van de wegen Meerssen-Nuth en de weg naar Valkenburg, in de Nederlandse provincie Limburg. Het landgoed dateert uit de 17e eeuw. Van de oorspronkelijke bebouwing is alleen het neoclassicistische koetshuis uit begin 19e eeuw over, een rijksmonument. Verder staan op het voormalige grondgebied van het landgoed nog enkele zeldzame uitheemse boomsoorten, waaronder een mammoetboom van 4,8 m omtrek.

## Bewoners
Het landhuis werd onder meer bewoond door:
- De familie van Jan Kerckherderen wordt in de 17e eeuw genoemd als eigenaar van landgoed Aalbeek. Jan was schepen in het naburige Wijnandsrade.
- Dochter Elisabeth Kerckherderen (1674-1750) en haar man Wolter Limpens (1670-1743), advocaat van beroep, betrokken het landgoed.
- Hun dochter Anna Elisabeth Limpens (1717-1791) en haar tweede man Joannes Petrus Membrede (1704-1777). Hij was tevens haar neef.
- Hun zoon Karel Andries Membrede (1758-1831) bouwde een nieuw landhuis, waaronder het thans nog bestaande koetshuis, en liet de Engelse landschapstuin aanleggen. Hij heeft een nationale staat van dienst. Hij was ongehuwd.

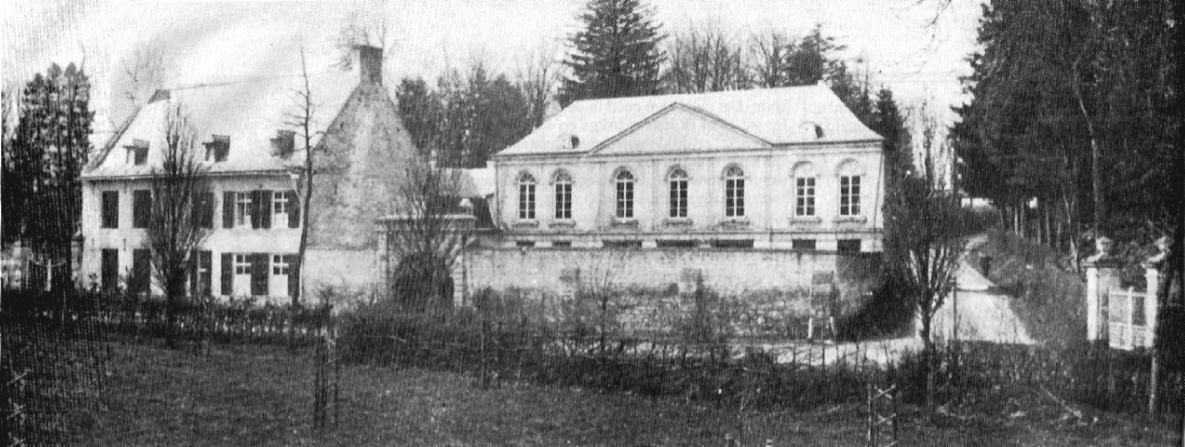
Foto vanuit de oostelijke lusttuin, toont grotendeels de situatie zoals Membrede het landgoed naliet.

- In 1831 erfde een zoon van Membrede's neef, Mathijs Walther Ruijters (1785-1852) genaamd, het landgoed. Hij woonde er met zijn vrouw Anna Catharina Nieuwenhuijs (1783-1867) uit Zwolle die het landgoed erfde bij zijn dood. Zij bleven kinderloos.
- Hierna betrok Antonia Johanna Theresia Nieuwenhuys (1811-1872) het landgoed, dat ze erfde van haar oom en tante.
- Zij liet het landgoed na aan haar jonge neef Auguste Nieuwenhuys (1845-1912). Deze verbleef er zelf nooit, maar verhuurde het vanaf 1879 aan Duitse Jezuïeten. Zij ontvluchtten de Kulturkampf in hun land. In 1886 kochten zij het landgoed.

## Klooster

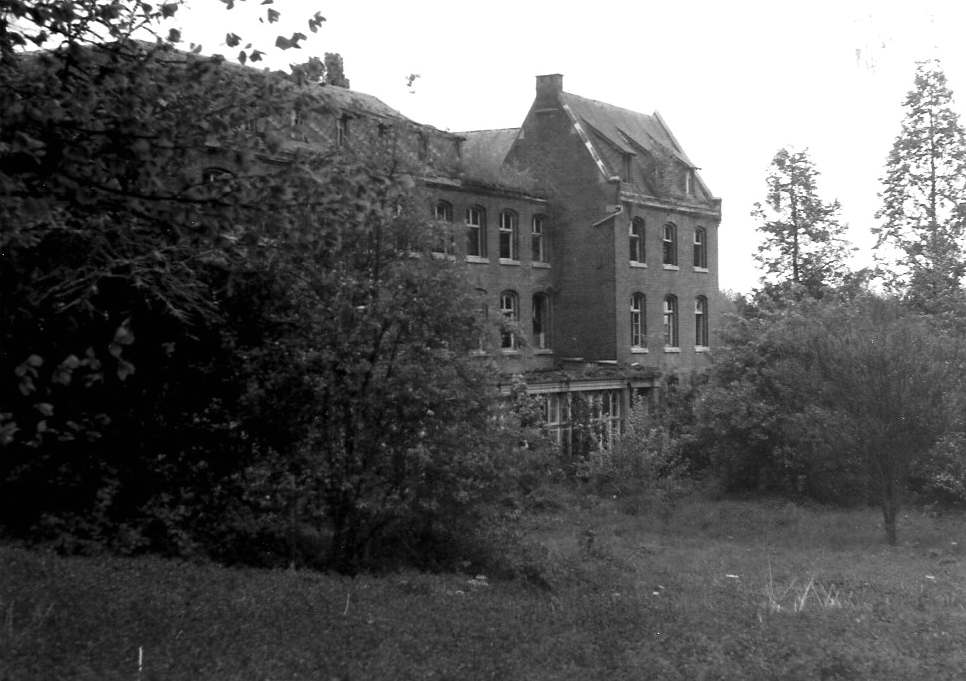
Klooster en tuin

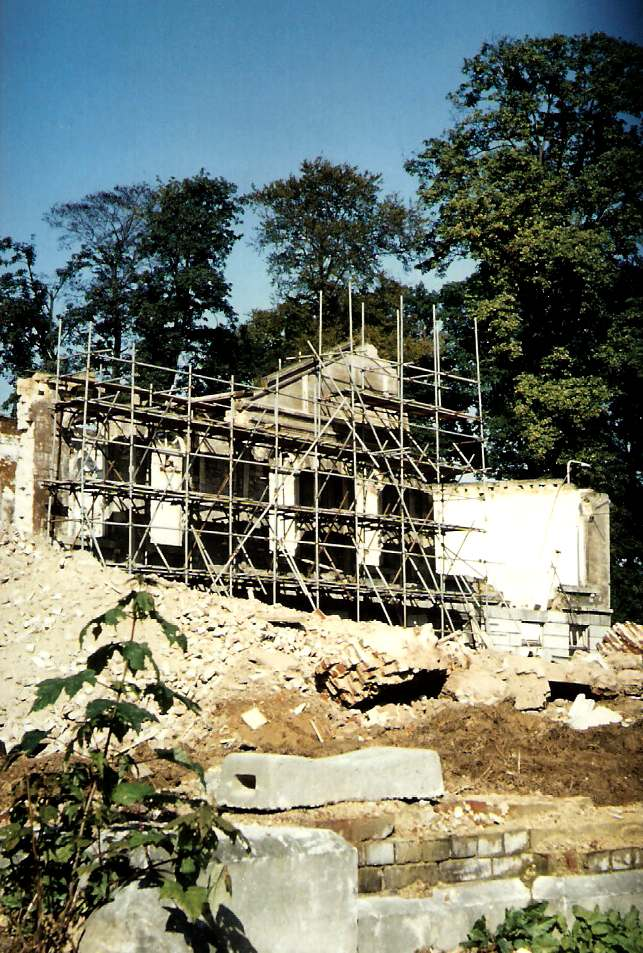
Heropbouw koetshuis in september 1992

De Jezuïeten breidden het mergelstenen landhuis in 1896 uit met een bakstenen aanbouw. Deze aanbouw was de eerste helft van het latere klooster. Medio 1911 werd het landhuis en de oude zuidelijke tuinvleugel geheel gesloopt om plaats te maken voor de tweede helft van het klooster. Het koetshuis bleef behouden en kreeg, voorzien van een spits torentje op het dak, gedurende 80 jaar de functie van kloosterkapel. Het klooster deed vanaf 1939 dienst als Grootseminarie van de Sociëteit voor Afrikaanse Missiën en als retraitehuis. Nadat het klooster rond 1970 werd gesloten, volgden jarenlange leegstand en verval. 
Voor de bewoners van Aalbeek werd er wel nog wekelijks de mis opgedragen door de pastoor of kapelaan van Hulsberg, eerst nog in het klooster, en tot 1981 in de kloosterkapel. In april 1987 stortte het dak van het koetshuis in. In de zomer van 1992 werd het klooster gesloopt, waarna het koetshuis als villa Aalbeek kon worden herbouwd.

## Pachtboerderij
Op het landgoed stond ook een pachtboerderij. Deze lag op het noordelijk deel (thans Nieuwenhuysstraat 3) en is in 1979 afgebroken en herbouwd. Enige tijd later zijn ook twee mergelstenen door vazen bekroonde hekpijlers vrijwel volledig vervangen. Deze staan aan weerszijden van de toegang tot het park achter de pachtboerderij. Deze pijlers stammen uit dezelfde periode als het koetshuis.
De Engelse tuin die rond de oorspronkelijke villa lag, was op het hoogste gedeelte (westen) door een houten brug over de weg Meerssen-Nuth (ter plaatse de Patersgats genoemd) verbonden met het park achter de pachtboerderij. In 1885 is die brug door een ijzeren exemplaar vervangen. Die ijzeren brug is per ongeluk vernield bij de bevrijding in 1944 door een Amerikaanse tank met omhoogstaande loop. De brug is daarna niet meer vervangen.

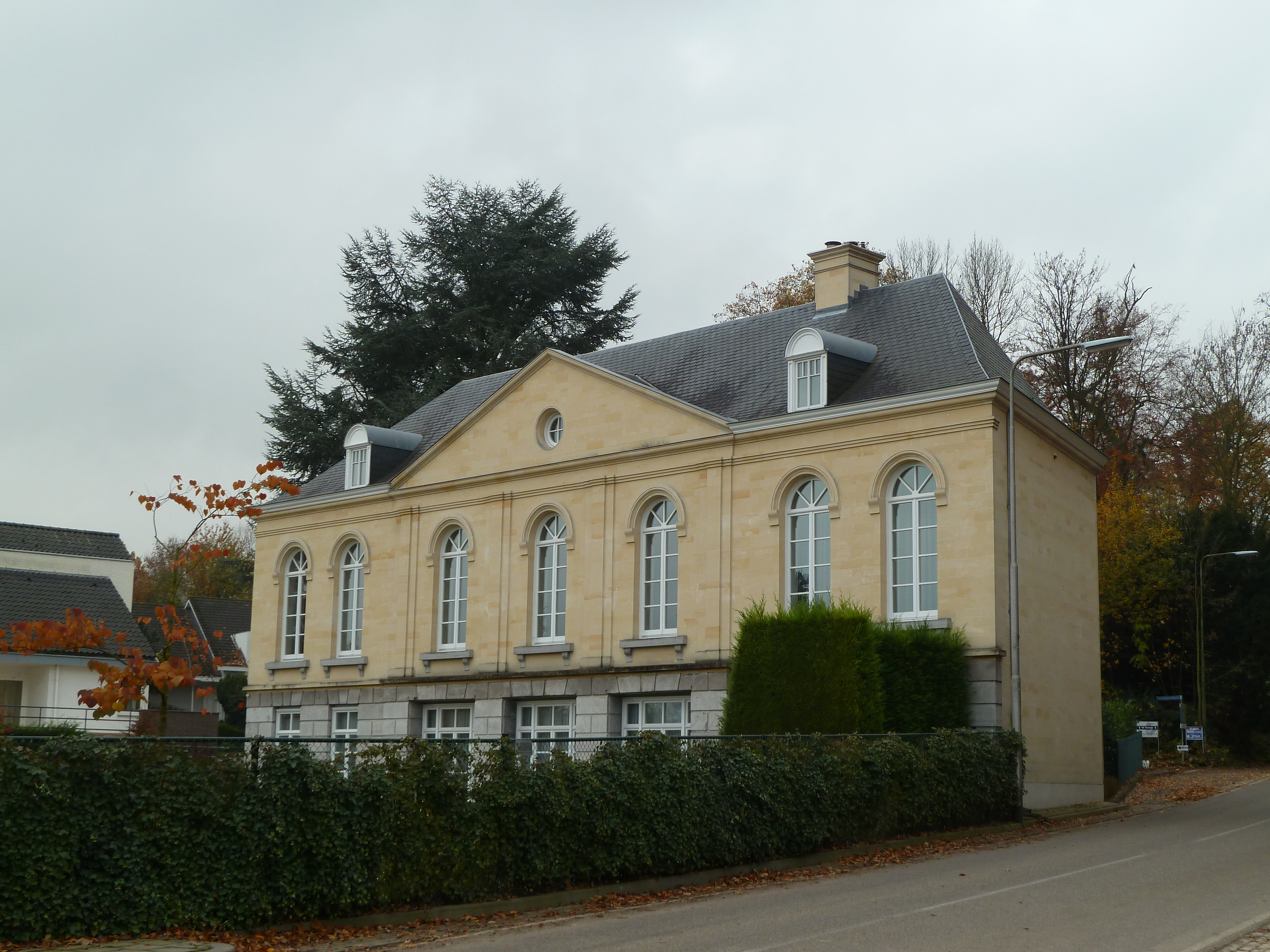
Het landhuis in november 2010